# Newsletter of the American Magnolia Society
Newsletter of the American Magnolia Society (abreviado Newslett. Amer. Magnolia Soc.) es una revista científica con ilustraciones y descripciones botánicas que es publicada en Fraser desde el año 1964.